# Lepturges epagogus
Lepturges epagogus är en skalbaggsart som beskrevs av Monné 1977. Lepturges epagogus ingår i släktet Lepturges och familjen långhorningar. Inga underarter finns listade i Catalogue of Life.